# Литион
Литион (греч. Λιθίον) — деревня в Греции, в западной части острова Хиос, на берегу бухты Трахильос. Расположен на высоте 120 метров над уровнем моря, в 31 км к юго-западу от административного центра острова, города Хиос.
Во время Греческой революции самиоты под руководством Ликурга Логофета отступили к Литиону после высадки турок 30 марта 1822 года и начала Хиосской резни.
Из Литиона происходили родители банкира и мецената Андреаса Сингроса. По некоторым данным Сингрос позаботился о назначении нового учителя в Литион и оплатил его переезд. В 1866—1873 гг. школьным учителем был молодой Анастасиос Кефалас, будущий святитель Нектарий Эгинский. После обращения Анастасиоса Кефаласа к Сингросу за материальной помощью селянам, Сингрос завещал селянам 5 тысяч лир.

## Сообщество Литион
Сообщество Литион (Κοινότητα Λιθίου) создано 5 июня 1918 года (ΦΕΚ 123Α). В сообщество входит деревня Лименас-Литиу. Население 398 человек по переписи 2011 года. Площадь 15,047 квадратных километров.
| Населённый пункт | Население (2011), человек |
| ---------------- | ------------------------- |
| Лименас-Литиу    | 1                         |
| Литион           | 397                       |

## Население
| Год  | Население, человек |
| ---- | ------------------ |
| 1991 | 432                |
| 2001 | 463                |
| 2011 | ↘ 397              |